# Shōfuku-ji (Kasama)

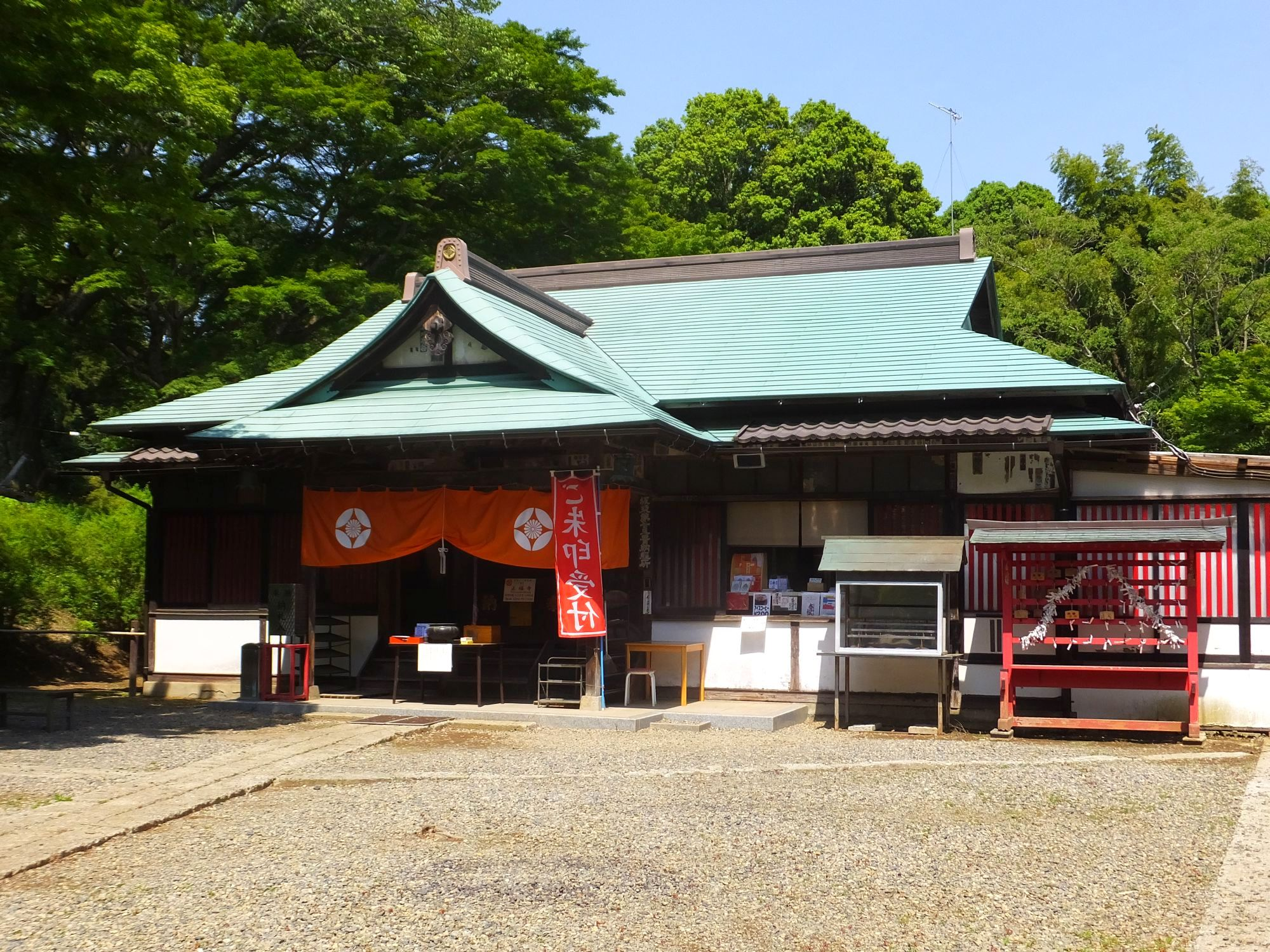
Der Tempel

Der Shōfuku-ji (japanisch 正福寺), auch Sashirosan Kanseon-ji (佐白山 観世音寺) genannt, mit dem Bergnamen Sashiro-san (佐白山) ist ein Tempel, der zum Buzan-Zweig (豊山派 Buzan-ha) der Shingon-Richtung des Buddhismus gehört. Er befindet sich am Fuß des Berges Sashiro (佐白山 Sashiro-san) in Kasama (Präfektur Ibaraki), Japan. In der traditionellen Zählung ist er der 23. der 33 Tempel der Kantō-Region.

## Geschichte
Der Überlieferung nach wurde der Tempel im 2. Jahr Hakuchi (白雉二年) – 651 – gegründet und war Gebetstempel der Burg Kasama auf dem Gipfel des Sashiro-Berges. Als die Burg nach der Meiji-Restauration verlassen und abgerissen wurde, verlor der Tempel seine Förderer. Dann wurde 1870 der Tempel im Rahmen der gewaltsamen Trennung von Buddhismus und Shintoismus (Shinbutsu-Bunri) abgerissen. Die Hauptkultfigur wurde einem benachbarten Tempel anvertraut, bis dann 1930 der Tempel an gegenwärtiger Stelle wieder aufgebaut wurde. Eine Zeitlang hieß der Tempel „Sashiroyama Kanzeon-ji“, dann erhielt er 2012 seinen jetzigen Namen.

## Tempelschätze
Diese tausendarmige Kannon (千手観音 Senju Kannon) kann die verschiedensten Bitten erfüllen. Dem Volke schenkt sie Hakku yoraku (抜苦与楽), „Wegnahme der Sorgen, Gabe der Freude“. Die Fertigung der Skulptur wird auf das Ende der Heian-Zeit geschätzt. Sie wurde von einem Schüler Unkeis gefertigt, wie eine Untersuchung von Ende April 2019 ergeben hat.